# Feuer (single de Jennifer Rostock)
Feuer (do alemão, Fogo) é o segundo single da banda Jennifer Rostock e também segundo single do álbum Ins offene Messer.
Obteve o 24º nas paradas musicais da Áustria.
Feuer foi normalmente a música de abertura dos show na turnê de Ins offene Messer e Der Film.

## Vídeo
O vídeo de Feuer começa com Jennifer Weist saindo do banho e sai para se encontrar com o resto da banda. Na maior parte do vídeo estão dirigindo um carro verde,intercalando com cenas da banda cantando a música. Param em um lago e mais tarde seguem para o bar de um Motel, Jennifer sai e dirige o carro sozinha, o vídeo acaba com ela freando bruscamente o carro.

## Faixas[3]
| N.º            | Título                      | Compositor(es)                         | Duração |  |
| 1.             | "Feuer"                     | Jennifer Weist, Johannes Walter Müller | 2:54    |  |
| 2.             | "Blut Geleckt"              | Jennifer Weist, Johannes Walter Müller | 2:47    |  |
| 3.             | "Feuer" (Mattes Remix Edit) |                                        | 3:30    |  |
| 4.             | "Feuer" (Turell Remix)      |                                        | 5:20    |  |
| 5.             | "Feuer" (Vídeo)             |                                        | 3:04    |  |
| Duração total: | Duração total:              | Duração total:                         | 14:31   |  |